# In the Midnight Hour
«In the Midnight Hour» — песня, первоначально записанная американским певцом и музыкантом Уилсоном Пикеттом и выпущенная на его одноимённом альбоме 1965 года, также вошедшая в альбомы The Exciting Wilson Pickett (1966) и American Soul Man (1987). Песня была написана Пикеттом и Стивом Кроппером в историческом мотеле «Лоррейн» в Мемфисе, ставшим в апреле 1968 года местом убийства Мартина Лютера Кинга. 
В июне 1965 года песня также вышла отдельным синглом и стала первым хитом Пикетта на Atlantic Records, достигнув 21 места в «Горячей сотне» американского журнала «Билборд», а в жанровом ритм-н-блюзовом чарте того же журнала провела одну неделю на первом месте.

## Премии и признание
В 2004 году журнал Rolling Stone поместил песню «In the Midnight Hour» в исполнении Уилсона Пикетта на 134 место своего списка «500 величайших песен всех времён». В списке 2011 года песня находится на 135 месте.

## Кавер-версии
Выборочный список исполнителей, записавших свои версии «In the Midnight Hour»:
| Исполнитель           | Альбом                            | Год  |
| --------------------- | --------------------------------- | ---- |
| The Chambers Brothers | The Time Has Come                 | 1967 |
| The Young Rascals     | Time Peace                        | 1968 |
| Cross Country         | Cross Country                     | 1973 |
| The Jam               | This Is the Modern World          | 1977 |
| Roxy Music            | Flesh and Blood                   | 1980 |
| Tina Turner           | Tina Live in Europe               | 1988 |
| Genesis               | Turn It On Again: Best of '81–'83 | 1991 |